# Rychlost zvuku
Rychlost zvuku je rychlost, jakou se zvukové vlny šíří prostředím. Zvuk je postupné mechanické vlnění, které potřebuje ke svému šíření látkové prostředí. Zvuk se tedy nemůže šířit vakuem.
Obecně platí, že rychlost zvuku je nejvyšší v pevných látkách (ocel 5000 m/s), nižší v kapalinách (voda 1500 m/s) a nejnižší v plynných látkách (suchý vzduch 340 m/s). Rychlost šíření zvuku v různých skupenstvích je závislá na jejich vazebných energiích a ty jsou nejvyšší v pevných látkách. Nehomogenními pevnými látkami, které obsahují i plynnou část, se šíří zvuk pomaleji. Příkladem je korek s rychlostí šíření zvuku 500 m/s.

## Rychlost zvuku v ideálním plynu
V ideálním plynu pro rychlost zvuku platí vzorec
{\displaystyle c={\sqrt {\kappa {\frac {p_{0}}{\rho _{0}}}}}\left(1+{\frac {1}{2}}\gamma t\right)},
kde {\displaystyle p_{0}} je tlak plynu při teplotě 0 °C, {\displaystyle \rho _{0}} příslušná hustota a {\displaystyle \gamma } teplotní rozpínavost pro daný plyn.

## Historie měření rychlosti zvuku
První, kdo se pokusil změřit rychlost zvuku ve vzduchu, byl Marin Mersenne. Při pokusech s kanónem naměřil rychlost 428 m/s. Rychlost zvuku ve vodě poprvé přesně měřili Jean-Daniel Colladon a Jacques Charles François Sturm. Na Ženevském jezeře postavili v roce 1827 dvě loďky do vzdálenosti 13 487 m. Speciální zařízení zároveň uhodilo do zvonu, ponořeného do vody a odpálilo nálož střelného prachu. Pozorovatel na druhé loďce naměřil rozdíl mezi akustickým a optickým signálem 9,4 s, což odpovídá 1435 m/s.

## Rychlosti zvuku v některých látkách
| Látka                    | Rychlost m/s | Rychlost km/h |
| ------------------------ | ------------ | ------------- |
| Oxid uhličitý (25 °C)    | 259          | 932           |
| Kyslík (25 °C)           | 316          | 1138          |
| Suchý vzduch (0 °C)      | 331          | 1193          |
| Suchý vzduch (20 °C)     | 343          | 1235          |
| Suchý vzduch (25 °C)     | 346          | 1247          |
| Helium (0 °C)            | 970          | 3492          |
| Vodík (0 °C)             | 1270         | 4572          |
| Rtuť (20 °C)             | 1400         | 5040          |
| Destilovaná voda (25 °C) | 1497         | 5389          |
| Mořská voda (13 °C)      | 1500         | 5400          |
| Led (−4 °C)              | 3250         | 11700         |
| Stříbro (20 °C)          | 2700 / 3700  | 9720 / 13320  |
| Měď (20 °C)              | 3500 / 4720  | 12600 / 16992 |
| Ocel (20 °C)             | 5000 / 6000  | 18000 / 21600 |
| Sklo (20 °C)             | 5200         | 18720         |
| Hliník (20 °C)           | 5200 / 6400  | 18720 / 23040 |

V neohraničených pevných látkách se obecně šíří zvuk ve třech vlnách – jedné podélné a dvou příčných (v izotropních látkách jsou ty dvě příčné vlny degenerované – tedy se šíří stejně rychle). Nejrychlejší je podélná vlna. V ohraničených pevných látkách se zvuk šíří pomaleji (protože „drhne o stěnu“).
U pevných látek záleží měření na tom, jestli se měří podélné vlnění v kompaktní hmotě, nebo příčné vlnění na tyči. V kompaktní hmotě je rychlost vyšší. Limitem by mohlo být 36 000 m/s. V neutronových hvězdách může zvuk dosahovat desetin rychlosti světla ve vakuu.

### Rychlost zvuku ve vzduchu

Přibližná (červeně) a skutečná (zeleně) závislost rychlosti zvuku na teplotě.
Vlevo uvedený lineární vzorec lze proto použít jen v okolí několika desítek stupňů od teploty 0 °C

Ze vzorce pro rychlost zvuku v ideálním plynu vyplývá, že pro rychlost zvuku v suchém vzduchu platí zhruba následující vztah:
{\displaystyle c=\left(331{,}57+0{,}607\cdot t\right)\;{\text{ms}}^{-1}}
- {\displaystyle t} je teplota ve stupních Celsia.
- Rychlost zvuku tedy závisí jen na teplotě, nikoliv na tlaku.
- Tento zjednodušený vzorec je se zanedbatelnou chybou použitelný přibližně v rozsahu od −100 °C do 100 °C.

Následující tabulka udává přibližné rychlosti zvuku v různých nadmořských výškách:
| Nadmořská výška     | Teplota vzduchu | Rychlost m/s | Rychlost km/h |
| ------------------- | --------------- | ------------ | ------------- |
| Hladina moře        | 015 °C          | 340          | 1224          |
| 11 000 m – 20 000 m | −57 °C          | 295          | 1062          |
| 29 000 m            | −48 °C          | 301          | 1084          |

## Nadzvuková rychlost
Rychlost zvuku ve vzduchu silně závisí na teplotě. Charakterizovat nějakou velikost rychlosti jako nadzvukovou je problematické, pokud se zároveň neuvede teplota vzduchu. Dle vztahu výše nastává nadzvuková rychlost ve vzduchu při -50°C již při překročení rychlosti 1084 km/h, zatímco při teplotě +35°C je nadzvukovou až rychlost větší než 1270 km/h. Proto bylo zavedeno bezrozměrné podobnostní číslo Ma, tzv. Machovo číslo, které udává kolikrát je rychlost tělesa (letounu, rakety) větší než rychlost zvuku bez ohledu na teplotu vzduchu. Machovo číslo bylo pojmenováno po fyzikovi Ernstu Machovi. Při překonání rychlosti zvuku nastávají určité jevy, např. akustický třesk, u jakékoliv velikosti rychlosti, která je nadzvuková.
Hojně je Machovo číslo užíváno v letectví při charakteristice nejvyšší konstrukční rychlosti. Např. bojový letoun JAS-39 Gripen dosahuje v malých a středních výškách rychlosti až Mach 2. Je-li rychlost tělesa (rakety) vyšší než Mach 5, rychlost je označuje jako hypersonická. Hypersonických rychlostí běžně dosahují systémy protivzdušné obrany, respektive rakety, které tyto systémy vystřelují. Příkladem může být protivzdušný obranný systém vyvinutý Ruskou federací S-500 Prometheus.